# Swords and Hearts
Swords and Hearts è un cortometraggio muto del 1911 diretto da David W. Griffith.

## Produzione
Il film fu prodotto dalla Biograph Company.

## Distribuzione
Distribuito dalla General Film Company, il film - un cortometraggio di una bobina - uscì nelle sale cinematografiche statunitensi il 28 agosto 1911. La Biograph Company ne distribuì la riedizione il 1º maggio 1916.
Copia della pellicola viene conservata negli archivi del Museum of Modern Art (negativo in nitrato a 35 mm) e in quelli del National Film and Television Archive del British Film Institute (positivo in nitrato a 35 mm).